# Kalimantan Occidentale
Il Kalimantan Occidentale (indonesiano: Kalimantan Barat spesso abbreviato in Kalbar) è una provincia dell'Indonesia. È una delle quattro province indonesiane di Kalimantan, la parte indonesiana dell'isola del Borneo. La sua capitale, Pontianak, si trova proprio sulla linea dell'equatore.

## Geografia fisica
La provincia ha una superficie di 146.807 km² con una popolazione di circa 3.740.000 persone (censimento 2000). I principali gruppi etnici includono dayak, malay, cinesi, che costituiscono circa il 90% della popolazione totale. Il resto sono giavanesi, bugi, maduresi e altre etnie.
I confini di Kalimantan Occidentale seguono all'incirca le catene montuose che circondano il bacino idrico del fiume Kapuas (il più lungo dell'Indonesia). La regione è suddivisa in due dipartimenti urbani (Kota) e dieci dipartimenti rurali (kabupaten). Le città sono Pontianak e Singkawang; i dipartimenti rurali sono Sambas, Bengkayang, Pontianak, Ketapang, Landak, Sanggau, Sekadau, Sintang, Melawi e Kapuas Hulu. Circa il 29% della popolazione vive nella zona di Pontianak.
C'è stato una grave escalation di violenza nei comuni della provincia tra gli indigeni dayak e i coloni maduresi tra la fine del 1996 e l'inizio del 1997, che ha portato alla morte di circa 500 persone.

## Storia
La storia di Kalimantan Occidentale può essere fatta risalire al XVII secolo. I dayak sono stati i principali abitanti della provincia prima del XVII secolo. In quegli anni i malesi migrarono verso il Kalimantan Occidentale e costruirono i loro sultanati. Il motivo per cui sono presenti molti cinesi in questa provincia è dovuto al fatto che qui fu istituita una repubblica dai minatori cinesi chiamata Repubblica di Lanfang, dopo aver sconfitto i sultanati malesi locali. Il governo della Repubblica di Lanfang nel Kalimantan Occidentale ebbe fine dopo l'occupazione da parte dei Paesi Bassi nel 1884.
Il Kalimantan Occidentale è stato sotto l'occupazione giapponese dal 1942 al 1945, quando l'Indonesia ha dichiarato la sua indipendenza.
La regione è stata la zona dei principali combattimenti durante il confronto Malesia-Indonesia, sotto il governo di Sukarno, durante la metà degli anni sessanta. Dopo che Suharto depose Sukarno nel 1965, il confronto fu rapidamente risolto. Il conflitto interno, tuttavia, si è protratto per altri dieci anni tra il nuovo governo militare di Suharto e combattenti organizzati sostenuti dall'irregolare Partito comunista indonesiano (PKI).

## Infrastrutture e trasporti

### Aeroporti
- Aeroporto Pangsuma